# Nuoto ai campionati europei di nuoto 2018 - 800 metri stile libero femminili
La gara degli 800 metri stile libero femminili degli Europei 2018 si è svolta il 3 e il 4 agosto 2018. Al mattino del 3 agosto si sono svolte le batterie, mentre la finale si è disputata nel pomeriggio del 4 agosto.

## Podio
| Pos.    | Atleta            | Nazione  |
| ------- | ----------------- | -------- |
| Oro     | Simona Quadarella | Italia   |
| Argento | Ajna Késely       | Ungheria |
| Bronzo  | Anna Egorova      | Russia   |

## Record
Prima della manifestazione il record del mondo (RM), il record europeo (EU) e il record dei campionati (RC) erano i seguenti:
|  | 8'04"79 | Katie Ledecky     | 12 agosto 2016 Rio de Janeiro |
|  | 8'14"10 | Rebecca Adlington | 16 agosto 2008 Pechino        |
|  | 8'15"54 | Jazmin Carlin     | 21 agosto 2014 Berlino        |

Durante la competizione non sono stati migliorati record.

## Risultati

### Batterie
| Pos. | Batteria | Corsia | Atleta            | Nazionalità   | Tempo       | Note        |
| ---- | -------- | ------ | ----------------- | ------------- | ----------- | ----------- |
| 1    | 1        | 4      | Simona Quadarella | Italia        | 8'23"93     | Q           |
| 2    | 1        | 5      | Ajna Késely       | Ungheria      | 8'27"96     | Q           |
| 3    | 2        | 6      | Anna Egorova      | Russia        | 8'29"27     | Q           |
| 4    | 2        | 4      | Sarah Köhler      | Germania      | 8'31"96     | Q           |
| 5    | 2        | 5      | Boglárka Kapás    | Ungheria      | 8'32"32     | Q           |
| 6    | 1        | 2      | Jimena Pérez      | Spagna        | 8'32"46     | Q           |
| 7    | 2        | 3      | Tjaša Oder        | Slovenia      | 8'33"12     | Q           |
| 8    | 2        | 2      | Julia Hassler     | Liechtenstein | 8'33"40     | Q           |
| 9    | 1        | 3      | Diana Durães      | Portogallo    | 8'35"53     |             |
| 10   | 1        | 7      | Tamila Holub      | Portogallo    | 8'37"10     |             |
| 11   | 1        | 6      | Celine Rieder     | Germania      | 8'37"85     |             |
| 12   | 1        | 8      | Helena Bach       | Danimarca     | 8'42"46     |             |
| 13   | 2        | 7      | Marlene Kahler    | Austria       | 8'46"82     |             |
| 14   | 2        | 0      | Maria Grandt      | Danimarca     | 8'48"68     |             |
| 15   | 1        | 1      | Beril Böcekler    | Turchia       | 8'54"23     |             |
| 16   | 1        | 0      | Arianna Valloni   | San Marino    | 8'57"11     |             |
| 17   | 2        | 8      | Hanna Eriksson    | Svezia        | 8'58"55     |             |
| 18   | 2        | 1      | Katja Fain        | Slovenia      | 9'01"55     |             |
| DNS  | 2        | 9      | Fatima Alkaramova | Azerbaigian   | Non partita | Non partita |

### Finale
| Pos. | Corsia | Atleta            | Nazionalità   | Tempo   | Note |
| ---- | ------ | ----------------- | ------------- | ------- | ---- |
|      | 4      | Simona Quadarella | Italia        | 8'16"45 |      |
|      | 5      | Ajna Késely       | Ungheria      | 8'22"01 |      |
|      | 3      | Anna Egorova      | Russia        | 8'24"71 |      |
| 4    | 6      | Sarah Köhler      | Germania      | 8'25"91 |      |
| 5    | 2      | Boglárka Kapás    | Ungheria      | 8'26"42 |      |
| 6    | 1      | Tjaša Oder        | Slovenia      | 8'30"18 |      |
| 7    | 8      | Julia Hassler     | Liechtenstein | 8'33"10 |      |
| 8    | 7      | Jimena Pérez      | Spagna        | 8'35"61 |      |